# 彼得·米尔德
彼得·威廉·阿德里安·米尔德（1951年7月26日—）是南非政治人物，曾任自由阵线加领导人，他曾于2009年至2014年间任总统雅各布·祖马内阁的农业、林业和渔业部副部长。

## 生平

### 早年生活和政治
米尔德出生于1951年7月26日，在蘭德方坦和开普敦长大。彼得·米尔德是前内阁部长康尼·米尔德的儿子，他先是在波切夫斯特鲁姆大学获得了传播学学士学位，两年后又以优异的成绩获得了传播学硕士学位。随后得以留校在该大学担任讲师，后来升任该校传播系主任。他于1988年进入政坛并担任国会议员。

### 自由阵线
在南非于1994年举行首次非种族隔离的大选之前，前南非国防军总司令康斯坦德·维尔容将军创立了自由阵线党。
在1994年的选举中，自由阵线党赢得了国民议会的九个席位。但在1999年大选中，该党的席位数减少至三个。维尔容于2001年以“无法忍受在由非国大主导的议会中工作”为由退出政坛，随后由米尔德接任其职位。

### 自由阵线加领导人兼副部长
2004年，自由阵线党吸收了保守党以及阿非利卡人团结运动后更名为“自由阵线加”，随后又于2007年与由路易斯·卢伊特领导的联邦联盟合并。2004年的大选中，新成立的“自由阵线加”在国民议会中获得了四个席位。
2009年5月10日，南非总统雅各布·祖马宣布任命米尔德为农业、林业与渔业部副部长。米尔德一直担任该职务至2014年5月，之后由前警察总长贝基·塞莱接替。
米尔德于2016年底辞去了自由阵线加领导人一职，由同为议员的彼得·格罗内瓦尔德接任。此后他继续担任国会议员，直到2017年离任。